# Freecycle
Freecycle ist ein Internet-Verschenk-Netzwerk, das von der gemeinnützigen The Freecycle Network betrieben wird.
Das Verschenk-Netzwerk „Freecycle“ war eine Idee des Amerikaners Deron Beal, um Abfall zu reduzieren und der Überflussgesellschaft entgegenzutreten. Seit 2003 ist Freecycle stark gewachsen und erreicht inzwischen in 50 Ländern über zwei Millionen Mitglieder in etwa 2.000 lokalen Freecycle-Gruppen (Stand April 2006). Die etwa 70 Gruppen in Deutschland wurden von Thomas Pradel seit März 2004 gegründet.

## Ablauf und Unterschiede
Der Name Freecycle (von engl. free – kostenlos und cycle – Kreislauf, im Sinne von Recycling) steht für die Idee einer neuen Art des Verschenkens von Gegenständen durch ein internetbasiertes Netzwerk. Funktionsfähige, aber nicht mehr benutzte Dinge sollen wieder einer sinnvollen Nutzung zugeführt werden. Über lokale Internetgruppen treffen sich Interessenten und verschenken Gegenstände oder suchen gezielt nach Sachen, die andere zu verschenken haben.
Nach einer unkomplizierten Anmeldung kann jedes Gruppenmitglied Gegenstände, Möbel usw. kostenlos mit einer Kurzbeschreibung anbieten. Bei erfolgreicher Kontaktaufnahme zwischen Interessenten und Anbietern, z. B. per E-Mail, wird die Abholung bzw. Übergabe organisiert.
Davon abzugrenzen ist der sogenannte Umsonstladen, bei dem Waren physisch als Geschenk abgeliefert werden, ohne dass man im Regelfall den Empfänger kennt.